# Vrads
Vrads er en landsby i Midtjylland med 203 indbyggere i byområdet (2016), byen nåede ifølge Danmarks Statistik for første gang over tohundrede indbyggere i 2009 . Vrads er beliggende ved hedeområderne Vrads Sande fem kilometer vest for Bryrup og 20 kilometer syd for Silkeborg. Byen hører til Silkeborg Kommune og er beliggende i Region Midtjylland. Landsbyen hører til Vrads Sogn, og Vrads Kirke ligger i byen.
Vrads er kendt som en aktiv by med grøn profil. Der er et økologisk byggemarked, håndværkere der bygger i træ, halm og ler, opsætter finske masseovne, laver biologisk vandrensning, foruden almindeligt VVS-arbejde. Byens største virksomhed laver bæredygtige kvartsgulve. Der er endvidere terapeuter med tilbud om flere forskellige terapiformer og nogle få konventionelle og økologiske landbrug tilbage.
Vrads Købmandshandel ligger i centrum af landsbyen og drives kollektivt af en gruppe indbyggere. Købmandshandlen indeholder også et lille galleri samt netcafe. Vrads har sin egen hjemmeside: www.vrads.dk
Fredag den 9. november kårede foreningen "Landsbyerne i Danmark" Vrads som Årets Landsby 2012.